# Lotto Soudal Ladies/2019
Deze pagina geeft een overzicht van Lotto Soudal Ladies in 2019.

## Rensters
| Naam                  | Geboortedatum | Nationaliteit       | Ploeg 2018       |
| --------------------- | ------------- | ------------------- | ---------------- |
| Alana Castrique       | 08-05-1999    | België              |                  |
| Dani Christmas        | 21-12-1987    | Verenigd Koninkrijk | Bizkaia-Durango  |
| Marie Dessart         | 13-12-1980    | België              |                  |
| Annelies Dom          | 08-04-1986    | België              |                  |
| Chantal Hoffmann      | 30-10-1987    | Luxemburg           |                  |
| Demi de Jong          | 11-02-1995    | Nederland           |                  |
| Danniele Khan         | 01-09-1995    | Verenigd Koninkrijk |                  |
| Lotte Kopecky         | 10-11-1995    | België              |                  |
| Puck Moonen           | 20-03-1996    | Nederland           |                  |
| Thi That Nguyen       | 06-03-1993    | Vietnam             | UCI Women's Team |
| Cameron Vandenbroucke | 10-02-1999    | België              |                  |
| Kelly Van den Steen   | 01-09-1995    | België              |                  |
| Fenna Vanhoutte       | 06-07-1997    | België              |                  |
| Julie Van de Velde    | 02-06-1993    | België              |                  |

2006 · 2007 · 2008 · 2009 · 2010 · 2011 · 2012 · 2013 · 2014 · 2015 · 2016 · 2017 · 2018 · 2019 · 2020 · 2021 · 2022 · 2023 · 2024